# Synagoge (Achim)

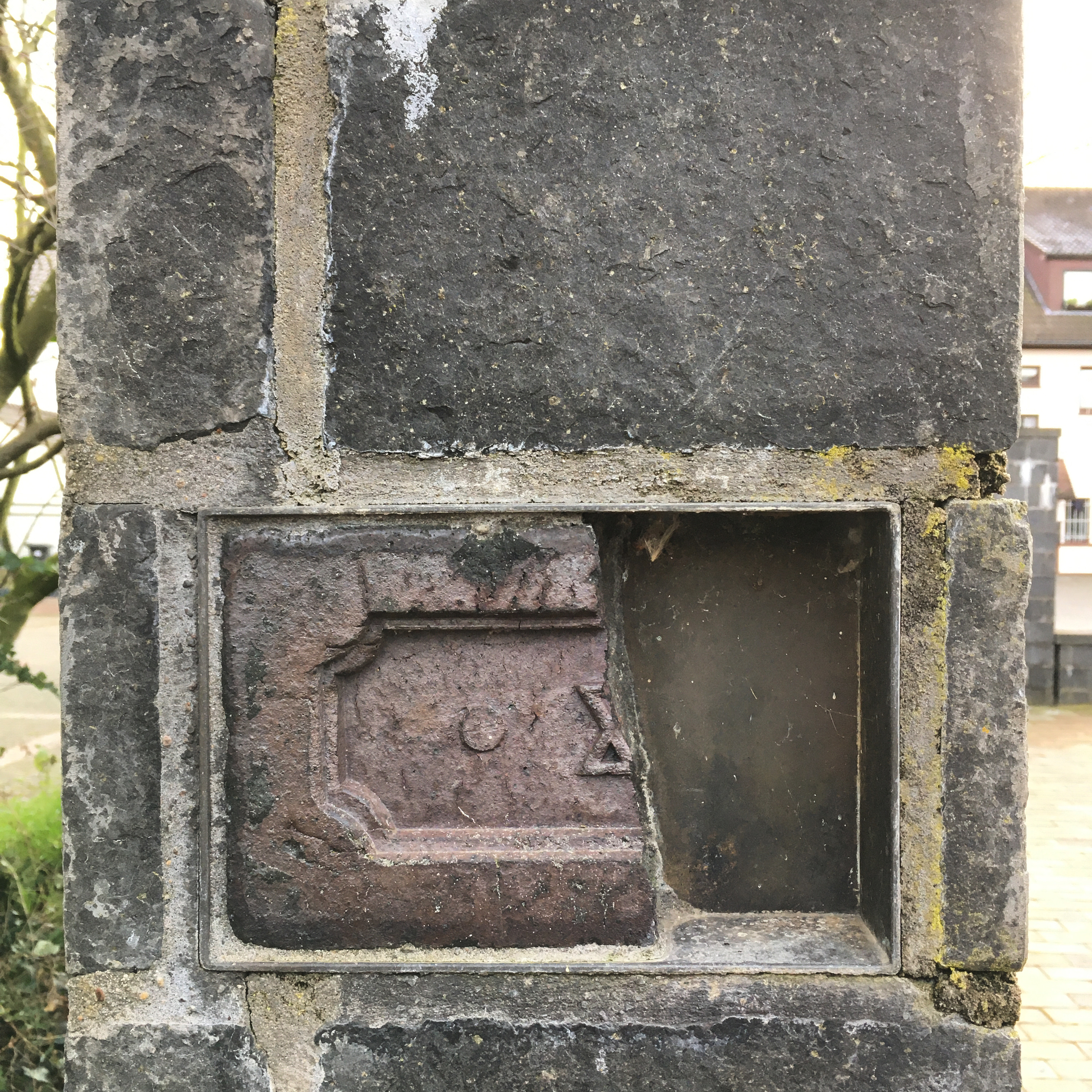
Herausgebrochener Davidstern am Mahnmal

Die Synagoge in Achim, einer Stadt im Landkreis Verden in Niedersachsen, wurde 1864 oder 1874 errichtet und 1938 zerstört.

## Geschichte
Die Synagoge wurde von Elias Moses Alexander gestiftet und stand auf dessen Privatgrundstück. Sie war einem Wohnhaus ähnlich.
Beim Novemberpogrom 1938 wurde die Inneneinrichtung zerschlagen und vor dem Gebäude verbrannt. Das Synagogengebäude steckte man nicht in Brand, da man befürchtete, das Feuer könnte sich auf Nachbarhäuser ausbreiten. Das Gotteshaus wurde wenig später verkauft und diente als Lager für Farben. Schließlich wurde die Synagoge 1987 abgerissen.

## Gedenken
Am Standort der zerstörten Synagoge, am Synagogenweg Ecke Anspacherstraße, erinnert seit 1990 ein Mahnmal mit folgender Inschrift: „Zum Gedenken an unsere jüdischen Mitbürgerinnen und Mitbürger und an die Synagoge, die hier gestanden hat. Am 9. November wurde sie mutwillig zerstört. Vergessen führt in die Verbannung. Erinnern ist jedoch das Geheimnis der Befreiung.“